# Matthäus Ulicky
Matthäus Ulicky (tschechisch Matouš Ulický; † 11. September 1627) wirkte als Diakon im böhmischen Tschaslau.
Ulicky stand im kirchlichen Dienst in Böhmen, wo er in Tschaslau als Diakon tätig war. Den Wendepunkt in seinem Leben markierte die Darreichung des Abendmahls unter beiderlei Gestalt, d. h., dass die Laien an der Kelchkommunion teilnahmen. Dies führte wie seine reformatorische Verkündigung zu dem Versuch, ihn zu verhaften. Er wich nach Ungarn, Österreich und Mähren aus. Schließlich kehrte er nach Böhmen zurück, um sich um seine Gemeinde kümmern zu können. Auf dem Heimweg von einem Krankenbesuch wurde Ulicky verhaftet. Bei seiner Hinrichtung am 11. September 1627 wurde ihm zunächst die rechte Hand, mit der er den Laienkelch gereicht hatte, abgeschlagen, bevor er enthauptet wurde.

## Gedenktag
12. September im Evangelischen Namenkalender.